# Río Jamboé
El Jamboé es un río en la provincia de Zamora Chinchipe, afluente del río Zamora. Conocido por ser una de las entradas al Parque nacional Podocarpus y por su balneario natural, cerca de su desembocadura en el Zamora. A lo largo de su trayectoria conviven comunidades de colonos, shuar y saraguros, donde los últimos en el barrio Sacantza producen mermelada de guayaba que se comercializa en el mercado local. Del shuar: jambe que significa colibrí. 
Existe una leyenda shuar referente al río; y una llamativa elevación de color verdoso en forma de colina llamada Cerro Cayamuca que es apta para practicar el excursionismo. 
Para visitar el Parque nacional Podocarpus se debe llegar hasta el barrio Romerillos Alto, donde termina la vía carrozable de 35 km casi paralela al río desde Zamora.
Desde Romerillos Alto existe un camino de herradura que conduce a la minas de San Luis.
- Datos: Q23878669